# 君山区
君山区是湖南岳阳市的市辖区，位于洞庭湖之北，总面积696平方公里，常住总人口約21万人，區人民政府駐柳林洲街道。
君山区的名称來自於其辖区内的旅游地君山岛。中国唐代诗人刘禹锡曾作诗“遥望洞庭山水翠，白银盘里一青螺。”来形容君山岛。君山境內的茶叶有“银针”。

## 行政区划
君山区下辖1个街道办事处、4个镇：
柳林洲街道、广兴洲镇、许市镇、钱粮湖镇和良心堡镇。

## 人口民族
根据(湖南省)岳阳市第七次全国人口普查公报显示：君山区常住人口为201634人，男性人口占比51.42%，女性人口占比48.58%。
君山区民族以汉族为主，有土家族、侗族、回族等10多个少数民族。